# Can Pubill (Ogassa)
Can Pubill és una masia del municipi d'Ogassa (Ripollès) inclosa en l'Inventari del Patrimoni Arquitectònic de Catalunya.

## Descripció
Aquesta edificació formada per l'habitatge i la pallissa, s'obre tota a migdia i sud i es tanca totalment pel seu cantó nord. Avui dia malauradament es troba en vies de remodelació com a segona residència, el que comporta una sèrie de solucions no adients al territori i la inclusió d'elements de dubtosa harmonia amb el conjunt. El Pubill, Can Martí, el Duran, el Roget i Can Picola formen el veïnat de Sant Martí de Surroca.